# Moviestar
Moviestar is een single uit 1975 van de Zweedse zanger Harpo.

## Inhoud
De single gaat over een man die denkt dat hij een filmster is, hoewel hij alleen maar in een reclamespot heeft meegespeeld.
Volgende personen worden vermeld in de song:
- Steve McQueen
- James Bond
- James Dean
- Ingmar Bergman

## Trivia
- Anni-Frid Lyngstad van ABBA was een van de achtergrondzangeressen.

### Hitnoteringen
De plaat werd een hit in vrijwel geheel Europa en bereikte in onder meer thuisland Zweden de nummer 1-positie.
In Nederland was de plaat op zaterdag 23 augustus 1975 verkozen tot de 232e Troetelschijf van de week op Hilversum 3 en werd een gigantische hit. De plaat bereikte de 2e positie in de Nederlandse Top 40, destijds uitgezonden op de donderdag door de TROS en de 3e positie in de Nationale Hitparade. In België bereikte de plaat de 3e positie in zowel de Vlaamse Ultratop 50 als de Vlaamse Radio 2 Top 30.

### Nederlandse Top 40
| Hitnotering: 06-09-1975 t/m 08-11-1975 | Hitnotering: 06-09-1975 t/m 08-11-1975 | Hitnotering: 06-09-1975 t/m 08-11-1975 | Hitnotering: 06-09-1975 t/m 08-11-1975 | Hitnotering: 06-09-1975 t/m 08-11-1975 | Hitnotering: 06-09-1975 t/m 08-11-1975 | Hitnotering: 06-09-1975 t/m 08-11-1975 | Hitnotering: 06-09-1975 t/m 08-11-1975 | Hitnotering: 06-09-1975 t/m 08-11-1975 | Hitnotering: 06-09-1975 t/m 08-11-1975 | Hitnotering: 06-09-1975 t/m 08-11-1975 |
| Week:                                  | 1                                      | 2                                      | 3                                      | 4                                      | 5                                      | 6                                      | 7                                      | 8                                      | 9                                      | 10                                     |
| -------------------------------------- | -------------------------------------- | -------------------------------------- | -------------------------------------- | -------------------------------------- | -------------------------------------- | -------------------------------------- | -------------------------------------- | -------------------------------------- | -------------------------------------- | -------------------------------------- |
| Positie:                               | 16                                     | 5                                      | 2                                      | 3                                      | 7                                      | 15                                     | 30                                     | 35                                     | 35                                     | 40                                     |

### Nationale Hitparade
| Hitnotering: 30-08-1975 t/m 18-10-1975 | Hitnotering: 30-08-1975 t/m 18-10-1975 | Hitnotering: 30-08-1975 t/m 18-10-1975 | Hitnotering: 30-08-1975 t/m 18-10-1975 | Hitnotering: 30-08-1975 t/m 18-10-1975 | Hitnotering: 30-08-1975 t/m 18-10-1975 | Hitnotering: 30-08-1975 t/m 18-10-1975 | Hitnotering: 30-08-1975 t/m 18-10-1975 | Hitnotering: 30-08-1975 t/m 18-10-1975 |
| Week:                                  | 1                                      | 2                                      | 3                                      | 4                                      | 5                                      | 6                                      | 7                                      | 8                                      |
| -------------------------------------- | -------------------------------------- | -------------------------------------- | -------------------------------------- | -------------------------------------- | -------------------------------------- | -------------------------------------- | -------------------------------------- | -------------------------------------- |
| Positie:                               | 27                                     | 14                                     | 7                                      | 5                                      | 3                                      | 6                                      | 10                                     | 27                                     |

### Vlaamse Ultratop 50
| Hitnotering: 20-09-1975 t/m 15-11-1975 | Hitnotering: 20-09-1975 t/m 15-11-1975 | Hitnotering: 20-09-1975 t/m 15-11-1975 | Hitnotering: 20-09-1975 t/m 15-11-1975 | Hitnotering: 20-09-1975 t/m 15-11-1975 | Hitnotering: 20-09-1975 t/m 15-11-1975 | Hitnotering: 20-09-1975 t/m 15-11-1975 | Hitnotering: 20-09-1975 t/m 15-11-1975 | Hitnotering: 20-09-1975 t/m 15-11-1975 | Hitnotering: 20-09-1975 t/m 15-11-1975 |
| Week:                                  | 1                                      | 2                                      | 3                                      | 4                                      | 5                                      | 6                                      | 7                                      | 8                                      | 9                                      |
| -------------------------------------- | -------------------------------------- | -------------------------------------- | -------------------------------------- | -------------------------------------- | -------------------------------------- | -------------------------------------- | -------------------------------------- | -------------------------------------- | -------------------------------------- |
| Positie:                               | 23                                     | 12                                     | 3                                      | 3                                      | 6                                      | 8                                      | 9                                      | 14                                     | 22                                     |

### NPO Radio 2 Top 2000
| Nummer met noteringen in de NPO Radio 2 Top 2000 | '99  | '00  | '01  | '02  | '03  | '04  |
| ------------------------------------------------ | ---- | ---- | ---- | ---- | ---- | ---- |
| Moviestar                                        | 1707 | 1182 | 1457 | 1876 | 1737 | 1867 |

1. ↑  Een vetgedrukt getal geeft de hoogste notering aan.
2. ↑  Deze tabel is bijgewerkt tot en met de laatste editie (2024).